# Färgelanda (Gemeinde)
Koordinaten: 58° 34′ N, 12° 0′ O

Färgelanda ist eine Gemeinde (schwedisch kommun) in der schwedischen Provinz Västra Götalands län und der historischen Provinz Dalsland. Der Hauptort der Gemeinde ist Färgelanda.

## Orte
Diese Orte sind Ortschaften (tätorter):
- Färgelanda
- Högsäter
- Ödeborg
- Stigen